# Marcelo Angiolo Melani
Marcelo Angiolo Melani SDB (* 15. September 1938 in Florenz, Italien; † 14. April 2021 in Pucallpa, Peru) war ein italienischer Ordensgeistlicher und römisch-katholischer Bischof von Neuquén.

## Leben
Nach seinem Eintritt in die Ordensgemeinschaft der Salesianer Don Boscos und der philosophisch-theologischen Ausbildung in Turin empfing er am 21. März 1970 durch Michele Kardinal Pellegrino, Erzbischof von Turin, die Priesterweihe. Er ging als Missionar nach Argentinien und war Lehrer in Patagonien. Er war Direktor der San Luis Gonzaga Schule in Esquel in der Provinz Chubut (1972–1980) und der La Piedad-Schule in Bahía Blanca in der Provinz Buenos Aires. Von 1981 bis 1988 war er Pfarrer der Pfarrei La Piedad und von 1981 bis 1990 Provinzial der dortigen Ordensprovinz. Von 1989 und 1990 war er Direktor der salesianischen Mission von Junín de los Andes in der Provinz Neuquén. 1991 wurde er zum Direktor der Schule Don Bosco von San Carlos de Bariloche in der Provinz Río Negro ernannt.
Am 22. Juli 1993 ernannte ihn Papst Johannes Paul II. zum Koadjutor des Bischofs von Viedma. Die Bischofsweihe spendete ihm der Bischof von Viedma, Miguel Hesayne, am 18. September desselben Jahres. Mitkonsekratoren waren der emeritierte Erzbischof von Bahía Blanca, Jorge Mayer, und der Bischof von Neuquén, Agustín Roberto Radrizzani SDB. Mit dem Rücktritt Miguel Hesaynes am 28. Juni 1995 folgte er diesem als Bischof von Viedma nach. Am 9. Januar 2002 ernannte ihn Papst Johannes Paul II. zum Bischof von Neuquén.
Am 8. November 2011 nahm Papst Benedikt XVI. das von Marcelo Angiolo Melani aus Krankheitsgründen vorgebrachte Rücktrittsgesuch an. Im Alter von 81 Jahren übernahm er im Herbst 2019 eine neue Aufgabe als Missionar „ad vitam“ im peruanischen Amazonasgebiet. Nach einem Vorbereitungskurs in Missionswissenschaft in Rom erreichte er im Dezember desselben Jahres sein neues Missionsgebiet, nachdem er zuvor 48 Jahre in Patagonien gelebt hatte. Er starb im April 2021 in Pucallpa an den Folgen einer SARS-CoV-2-Infektion.